# Споменик Атанасију Николићу
44° 01′ 25″ С; 20° 55′ 15″ И / 44.02366° С; 20.9208873° И
Споменик Атанасију Николићу, првом ректору прве Високе школе у Србији – Лицеума Књажества сербског у Крагујевцу (касније премештеног у Београд), налази се испред зграде Ректората Универзитета у Крагујевцу. Дело је академског вајара Николе Коке Јанковића. Откривен је 2011. године, поводом обележавања почетка високог школства у Србији и Дана оснивања Универзитета у Крагујевцу.

## Атанасије Николић
Атанасије Николић је био просветни и књижевни радник. Био је први ректор Лицеја у Крагујевцу, од оснивања 1838, до школске 1940–41. године, када је за ректора Лицеја постављен  Исидор Стојановић.

## Откривање споменика
Универзитет у Крагујевцу обележио је 21. маја 2011. јубилеј 35 година од оснивања. Поводом овог јубилеја у кругу Универзитета откривен је споменик Атанасију Николићу, првом ректору Лицеја, прве велике школе у Србији. На тај начин одато је признање овом истакнутом члану Друштва српске словесности и једном од утемељивача високог образовња у Србији. Споменик је дело академског вајара и почасног доктора наука Универзитета у Крагујевцу Николе Коке Јанковића. Споменик су открили тадашњи ректор Универзитета у Крагујевцу Слободан Арсенијевић и тадашњи градоначелник града Крагујевца Верољуб Стевановић.